# 宋之問
宋 之問（そう しもん、656年? - 712年）は、中国初唐の詩人。字は延清。虢州弘農県（現在の河南省三門峡市霊宝市、『旧唐書』より）あるいは汾州隰城県（現在の山西省呂梁市汾陽市、『新唐書』より）の人。沈佺期とともに則天武后の宮廷詩人として活躍し、「沈宋」と併称され、近体詩の律詩の詩型を確立した。

## 略伝
675年に進士となる。690年、楊炯とともに習芸館学士となる。則天武后の寵臣である張易之兄弟に取り入り、尚方監丞として『三教珠英』の編集に参加した。705年、中宗が復位して張易之が失脚すると、その一味として沈佺期・杜審言らとともに嶺南に左遷され、宋之問は滝州に流された。翌706年、ひそかに脱出して洛陽へ逃げ帰った。
洛陽では張沖之の家に匿われていたが、張沖之が朝廷に陰謀を企てていることを密告して、その功績で罪を許されて鴻臚主簿になる。太平公主の推薦により考功員外郎に抜擢され、修文館学士を兼ねた。中宗の宮廷詩人として再び活躍するが、709年、収賄の罪で越州の長史に左遷された。710年、睿宗が即位すると、さらに欽州に流され、玄宗即位後の先天年間に「獪険盈悪」の罪により自殺を命じられた。
学問深く風采も立派であったと伝えられるが、品性は陋劣、パトロンの張易之の書いた詩賦はすべて宋之問の代作であったという。劉希夷が作った「代悲白頭翁」の中の「年年歳歳花相似、歳歳年年人不同」の句を所望して断られ、劉希夷を暗殺させたという話もある（元の辛文房『唐才子伝』などより）。越州に流されていた時には地方官としての評判は良く、作った詩は都に流行し、人びとは争って愛唱したともいわれる。

## 詩
宋之問は沈佺期とともに近体詩の韻律の整形に力を入れ、中国文学史上において律詩の形式を完成させた功績が大きい。七言詩に優れた沈佺期に対し、宋之問は五言詩に優れていたとされ、明の胡応麟『詩藪』ではその五言排律を初唐期の第一と評している。
| 寒食題黄梅驛（寒食に黄梅駅に題す） |                       |
| 馬上逢寒食                         | 馬上 寒食に逢ふ       |
| 愁中屬暮春                         | 愁中 暮春に属す       |
| 可憐江浦望                         | 憐むべし 江浦の望     |
| 不見洛橋人                         | 見ず 洛橋の人         |
| 北極懷明主                         | 北極 明主を懐ひ       |
| 南溟作逐臣                         | 南溟 逐臣と作（な）る |
| 故園腸斷處                         | 故園 腸断の処         |
| 日夜柳條新                         | 日夜 柳條新たならん   |

| 至端州驛見杜五審言沈三佺期閻五朝隠王二無競題壁慨然成詠（端州駅に至り、杜審言・沈佺期・閻朝隠・王無競の壁に題せるを見て、慨然として詠を成す） |                                               |
| 逐臣北地承嚴譴 | 逐臣 北地に厳譴を承け                         |
| 調到南中毎相見 | 調せられ南中に到れば 毎（つね）に相ひ見んとす |
| 豈意南中歧路多 | 豈に意（おもは）んや 南中 歧路多く            |
| 千山萬水分郷縣 | 千山万水 郷県を分かたんとは                   |
| 雲搖雨散各翻飛 | 雲揺れ雨散じ 各々翻飛し                       |
| 海闊天長音信稀 | 海闊（ひろ）く天長く 音信稀なり               |
| 處處山川同瘴癘 | 処処の山川 同じく瘴癘                         |
| 自憐能得幾人歸 | 自ら憐む 能く幾人か帰るを得ん                 |